# David Marshall (chính trị gia Singapore)
David Saul Marshall (12 tháng 3 năm 1908 – 12 tháng 12 năm 1995) là một chính trị gia và luật sư người Singapore, từng giữ chức thủ hiến đầu tiên của Singapore từ 1955 đến 1956. Ông là người sáng lập của Đảng Công nhân Singapore, hiện là chính đảng lớn thứ nhì tại Singapore. Ông giữ chức chủ tịch của đảng, đây là chức vụ cao nhất trước khi lập chức vụ tổng bí thư. Ông cũng có công lao trong đàm phán dẫn đến nền độc lập cho Malaya.

## Cuộc sống đầu đời
Marshall sinh năm 1908 trong một gia đình người Do Thái Baghdad tại Singapore. Họ của gia tộc ông nguyên là Mashal song được Anh hóa thành Marshall. Em trai ông là Joseph Saul tử vong năm 1945 tại Sydney, Úc trong hoàn cảnh kỳ lạ và có khả năng liên hệ với vụ án Taman Shud.
Marshall là con cả trong số bảy người con của Saul Nassim Mashal, một thương nhân và một nhà môi giới bất động sản, có họ được Anh hóa vào năm 1920 sang Marshall. Marshall được giáo dục Do Thái giáo Chính thống nghiêm ngặt, quan sát toàn bộ các lễ nghi Do Thái giáo từ khi còn nhỏ.

## Giáo dục
Ông theo học trong các trường có uy tín tại Singapore như Học viện Raffles, nhóm bạn của ông trong trường này có tổng thống thứ nhì của Singapore là Benjamin Sheares, và George Oehlers. Marshall luôn phải khổ sở do sức khỏe kém từ khi còn trẻ và mắc sốt rét và sau đó là lao. Mong muốn giành được học bổng của Nữ vương để theo đuổi một bằng y bị phá ngang khi ông suy nhược trước kỳ thi. Thay vào đó, ông đến Bỉ học về sản xuất dệt may. Khi trở về Singapore, ông gia nhập một công ty với công việc đại diện dệt may và sau đó làm người bán hàng và một giáo viên ngôn ngữ trước khi quyết định theo đuổi sự nghiệp luật tại Luân Đôn vào những năm cuối lứa tuổi 20.
Marshall theo học tại Học viện Saint Joseph, Trường Saint Andrew rồi Học viện Raffles. Ông trở nên quan tâm đến chính trị và phong trào độc lập từ khi còn trẻ. Sau khi tốt nghiệp Đại học London, ông được công nhận năng lực tranh tụng trong toà án tại Middle Temple vào năm 1937.

## Sự nghiệp
Marshall tình nguyện làm một binh sĩ Anh tại Singapore sau khi Đức chiếm đóng Tiệp Khắc vào năm 1938, và trở thành tù nhân chiến tranh sau khi người Anh tại Singapore đầu hàng trước Nhật Bản vào năm 1941. Suy nghĩ về thời gian bị giam cầm, ông nói:
[Sự chiếm đóng của người Nhật] dạy tôi khiêm tốn... Ba năm rưỡi làm tù nhân dạy tôi khiêm tốn... Tôi nhận ra [với thân phận một tù nhân của Nhật Bản] rằng con người có thể nhẫn tâm tàn bạo. Tôi có thể tức giận, và tôi không nghi ngờ rằng mình có thể tàn nhẫn trong năm, mười phút. Tuy nhiên, sự tàn nhẫn của người Nhật là máu lạnh, thường xuyên và vĩnh viễn.

Sau đó, ông trở thành luật sư hình sự thành công nhất tại Singapore, có danh tiếng là "Marshall không bao giờ thua". Nổi tiếng vì tài hùng biện sắc bén và lập trường oai nghiêm, ông tuyên bố rằng mình đã giành được 99 tuyên bố trắng án trong 100 vụ án mà ông bào chữa về tội giết người trong thời gian Singapore có hệ thống xét xử thông qua bồi thẩm đoàn. Khi Lý Quang Diệu bãi bỏ hệ thống bồi thẩm đoàn vào năm 1969, ông ta trích dẫn danh tiếng của Marshall để minh họa cho "tính bất cập" của nó.

## Sự nghiệp chính trị
Trước khi Marshall trở thành một tên gọi quen thuộc trên chính đàn Singapore, ông tích cực tham gia sáng lập và điều hành nhiều hội và tổ chức đấu tranh cho một mục đích hoặc điều khác.
Sau khi Nhật Bản đầu hàng, Marshall chọn cách đến Úc. Năm 1946, ông trở về Singapore và gia nhập hãng luật Allen and Gledhill.
Ngày 27 tháng 6 năm 1946, ông trở thành chủ tịch đắc cử đầu tiên của Ủy ban phúc lợi người Do Thái và tiếp tục giữ chức này trong sáu năm sau đó. Ông thành lập Hiệp hội tù nhân chiến tranh Singapore, trở thành thư ký danh dự của hội, với mục tiêu đấu tranh vì bồi thường tốt hơn cho các cựu tù nhân chiến tranh. Ông là một thành viên của Hiệp hội người đóng thuế Singapore, tranh luận về các vấn đề như kiểm soát cho thuê nhà.
Năm 1947, nhằm tìm cách đề xuất các vấn đề đô thị, ông tham gia Hiệp hội Singapore.
Trong tháng 4 năm 1955, với vị thế một nhà hùng biện nhiều màu sắc và sôi nổi, Marshall lãnh đạo Mặt trận Lao động tả khuynh giành thắng lợi hẹp trong kỳ bầu cử hội đồng lập pháp đầu tiên của Singapore. Ông thành lập một chính phủ thiểu số và trở thành thủ hiến. Ông điều khiển một chính phủ yếu, nhận được ít hợp tác từ cả các nhà đương cục thực dân Anh và các chính đảng địa phương khác. Trong tháng 5 năm 1955, nổi loạn xe buýt Phúc Lợi bùng phát và khiến bốn người thiệt mạng.
Trong tháng 4 năm 1956, Marshall dẫn một phái đoàn đến Luân Đôn để đàm phán về tự quản hoàn toàn, tuy nhiên đàm phán đổ vỡ do Anh quan tâm về náo động công dân và ảnh hưởng cộng sản. Sau thất bại này, Marshall từ chức và nói rằng "Tôi đã thất bại trong sứ mệnh Merdeka của mình". Thay thế ông làm thủ hiến là Lâm Hữu Phúc, nhân vật này sau đó có hành động rất cứng rắn chống các công đoàn. Tuy nhiên, giống như chính phủ của Đảng Hành động Nhân dân sau này, Lâm Hữu Phúc cũng kiến quốc dựa trên nhiều tư tưởng và cải cách của Marshall.
Sau khi từ chức, Marshall đến Trung Quốc trong hai tháng theo lời mời của Thủ tướng Chu Ân Lai. Tiếp xúc với một đại biểu của một nhóm hơn 400 người Do Thái Nga bị nhà đương cục Trung Quốc cấm xuất cảnh khỏi Thượng Hải, Marshall nêu vấn đề với Chu Ân Lai và tìm cách để họ được ra đi.
Sau khi trở về từ Trung Quốc, Marshall làm nghị viên hậu tọa trước khi rời Mặt trận Lao động, với vị thế một thành viên Hội đồng lập pháp vào năm 1957.
Ngày 7 tháng 11 năm 1957, ông thành lập Đảng Công nhân Singapore.
Ông mất ghế tại khu vực bầu cử Cairnhill trước Thủ hiến Lâm Hữu Phúc trong tổng tuyển cử 1959, song giành thắng lợi tại khu vực bầu cử Anson trong bầu cử bổ sung năm 1961. Sau khi lại để mất ghế trong tổng tuyển cử 1963 với tư cách một ứng cử viên độc lập, ông trở lại hành nghề luật và duy trì hoạt động chính trị thậm chí cả sau khi J. B. Jeyaretnam trở thành thủ lĩnh của Đảng Công nhân vào năm 1972.

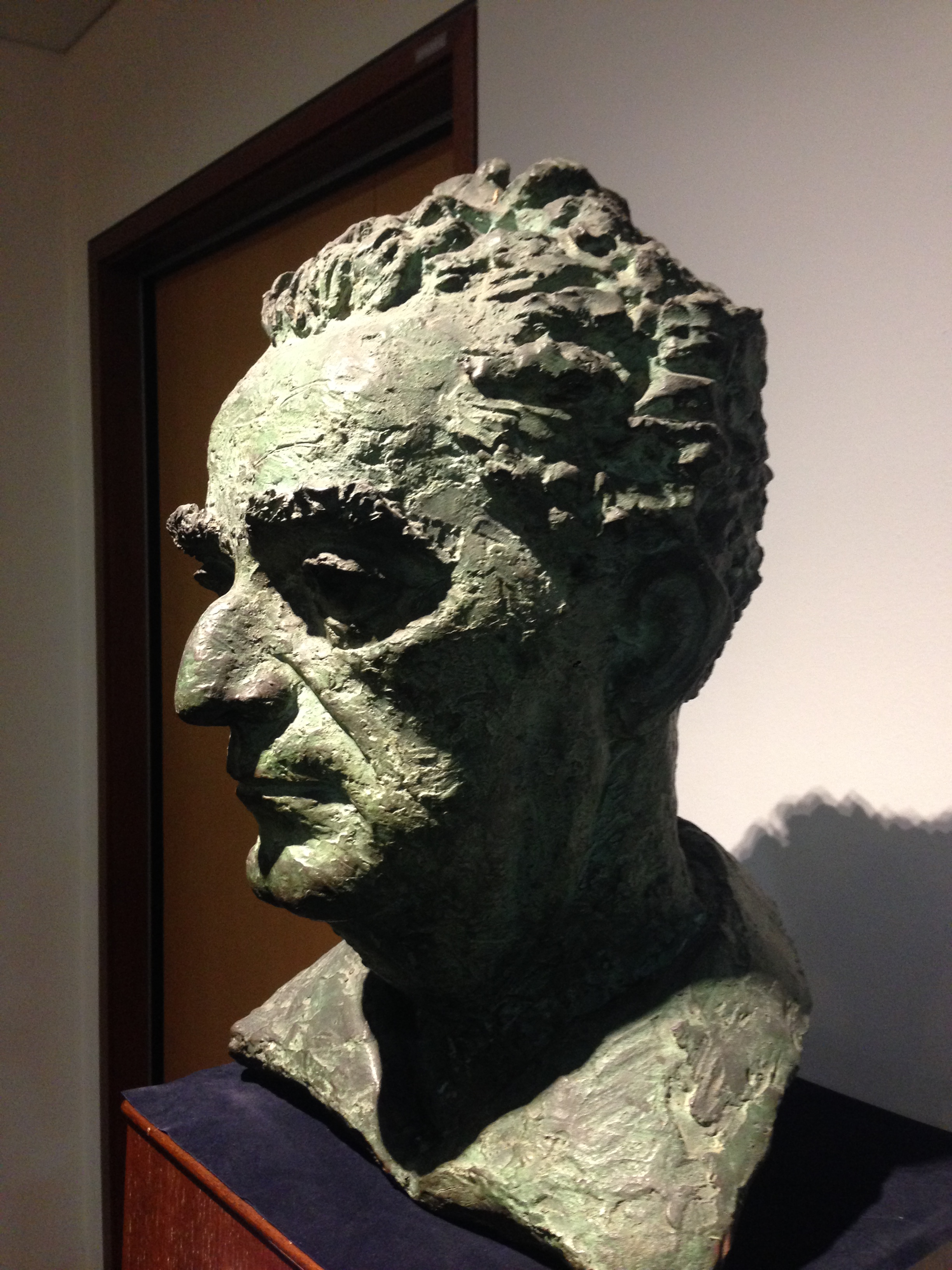
Tượng bán thân của Peter Lambda về Marshall, chế tạo năm 1956, tại Trường Luật của Đại học Quản lý Singapore

Từ năm 1978 đến năm 1993, Marshall phục vụ trong vị thế Đại sứ Singapore tại Pháp, Bồ Đào Nha, Tây Ban Nha và Thụy Sĩ. Với vị thế là đại sứ, Marshall luôn bảo vệ các lợi ích của Singapore, bất chấp các khác biệt với chính phủ của Lý Quang Diệu. Ông nghỉ hưu khỏi ngoại giao đoàn vào năm 1993.

## Di sản
Marshall từ trần vào năm 1995 do ung thư phổi.
Năm 2011, the Marshall estate tặng một tượng bán thân của Marshall được chế tạo bởi nhà điêu khắc người Hungaria Peter Lambda cho tòa án tranh luận của Trường Luật thuộc Đại học Quản lý Singapore (SMU), là nơi được đặt theo tên ông. Góa phụ của Marshall biểu thị nguyện vọng rằng nó sẽ truyền cảm hứng cho toàn bộ các sinh viên luật tại SMU theo đuổi các phẩm chất say mê, cần cù, can đảm và liêm chính, những thứ làm nổi bật thành tựu của người chống quá cố của bà.